# Saint-Maximin-la-Sainte-Baume
Saint-Maximin-la-Sainte-Baume es una ciudad francesa situada en el departamento de Var que se halla en la región francesa de Provenza-Alpes-Costa Azul.

## Geografía
A 40 kilómetros al este de Aix-en-Provence, el punto más occidental de Var, está situada al pie de las montañas de Saint Baume (“baume”  equivale, en provenzal, a “gruta”), está  ubicada sobre una pequeña cuenca (fondo de un antiguo lago), cerca del nacimiento del Argens.

## Demografía
| 3 300 | 3 717 | 2 980 | 3 723 | 3 685 | 3 637 | 3 673 | 3 644 | 3 460 | 3 562 | 3 435 | 3 337 | 3 387 | 3 085 | 2 751 | 2 582 | 2 419 | 2 489 | 2 595 | 2 514 | 2 212 | 2 328 | 2 399 | 2 411 | 2 371 | 2 509 | 2 755 | 3 180 | 4 013 | 5 511 | 9 594 | 12 402 | 14 142 |
| Para los censos de 1962 a 1999 la población legal corresponde a la población sin duplicidades (Fuente: INSEE [Consultar]) |       |       |       |       |       |       |       |       |       |       |       |       |       |       |       |       |       |       |       |       |       |       |       |       |       |       |       |       |       |       |        |        |

## Historia
Villa Lata, pequeña aldea galo-romana que, tras la muerte de San Maximino de Aix, adoptó su nombre, debe su fama, a partir del siglo XIII, al descubrimiento de las tumbas de Saint Maximin y de Santa María Magdalena.
Según la tradición, María Magadalena, después de pasar muchos años haciendo penitencia en la gruta de la Sainte-Baume fue enterrada en la cripta de Saint Maximin. 
Sus reliquias, escondidas en 716, durante la invasión de los sarracenos que devastaron la región, fueron descubiertas en 1279 por Carlos de Anjou quien, sobre las ruinas de la cripta, hizo edificar una basílica y, al lado de la misma, un convento en el que se instalaron unos dominicos como guardianes de las tumbas.
Durante la Revolución francesa, los dominicos fueron expulsados, pero tanto el convento como la basílica quedaron intactos gracias a que estaban regidas por Lucien Bonaparte hermano pequeño de Napoleón. Éste se casó, en 1794, con la hija de su posadero. Inquieto, buen orador, Lucien, llamado Brutus, se convirtió en el presidente del club de los jacobinos locales. En la basílica acumuló un gran depósito de víveres para el sustento de los aldeanos, y logró salvar los grandes órganos haciendo tocar La Marsellesa.

## La basílica

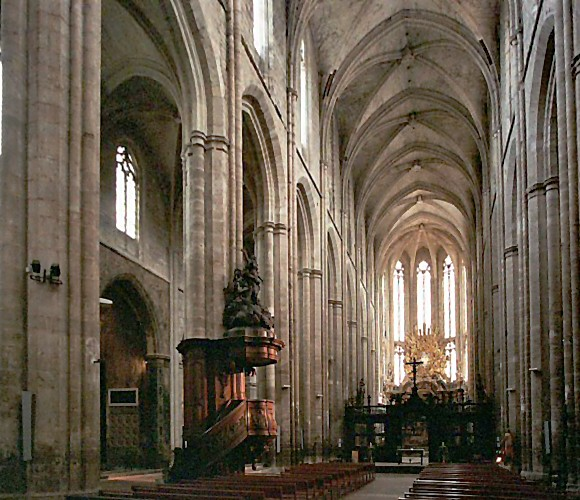
Interior de la Basílica.

- 1295-1316: (ábside y coro), construida sobre las ruinas de una vieja iglesia merovingia, fue proyectada por Pierre d’Augicourt, arquitecto de los reyes de Nápoles, condes de Provenza. Su construcción fue laboriosa, ya que las obras se prolongaron más de un siglo debido a las muchas interrupciones que sufrieron.

- 1404: la cripta de la antigua iglesia se niveló, colocándola en el suelo de la nueva basílica.

- 1508-1532: la construcción se detuvo dejándola en el mismo estado en que se encuentra actualmente la basílica.

En el exterior: el aspecto achaparrado de la basílica se debe a la falta del campanario, a su fachada que está sin terminar, a los contrafuertes macizos que sobrepasan los muros de la nave. No existen ni el deambulatorio ni el transepto.
El interior comprende una nave, un coro, y dos laterales (pasillos) de líneas sobrias y puras. Son el ejemplo perfecto y más importante del estilo gótico de Provenza.